# Rio Tinto (Nevada)
Rio Tinto é uma cidade fantasma do condado de Elko, Nevada, Estados Unidos.

## História
Rio Tinto foi umas das últimas boomtowns. O seu nome deriva do nome das prósperas minas de cobre de Rio Tinto , Andaluzia, Espanha que produziram minério durante cerca de 3 mil anos (apenas encerraram em 1986). A descoberta de cobre é creditado a Franklyn Hunt que explorou durante anos o chamado velho oeste, à procura de minérios. Ele encontrou vestígios de cobre a poucos quilómetros de Mountain City. .Durante anos, Hunt predizia que o minério iria ser encontrado a 76 metros de profundidade. Isso aconteceria em 1932. Essa informação foi difundida e iniciou-se uma febre pela exploração das minas de cobre e foi criada a vila de Rio Tinto. Rio Tinto não foi afetada pelo deflagrar da Segunda Guerra Mundial. A crise da mina deu-se após o fim da guerra, quando o preço do cobre desceu. A exploração mineira terminou em 1948 e Rio Tinto tornou-se uma cidade fantasma.O governo limpou a área uns anos depois, tendo retirado muitos dos edifícios. Na atualidade são poucos os vestígios no local: algumas casas e a escola (o maior edifício)..